# スティールハート
スティールハート （Steel Heart、1972年3月25日 - 1994年7月4日）は、アイルランドで生産された競走馬、種牡馬。

## 経歴

### 競走馬時代
競走馬としては2歳時から短距離馬として活躍し、イギリスGIのミドルパークステークスをはじめ、ジムクラックステークス（イギリスGII）、デュークオブヨークステークス（イギリスGIII）、ゴルデネパイチェ（ドイツGIII）と、6ハロンまたは1200メートルの重賞を4勝した。ほかイギリスの2歳王者決定戦デューハーストステークスで2着（優勝馬はグランディ）、 ジュライカップで2着などの成績を残している。1976年に競走馬を引退した。

### 種牡馬時代
引退後は種牡馬となり、アイルランドで供用されたのち、1978年に日本へ輸出され、下河辺牧場で供用された。
それまでの日本競馬においては距離適性別の競走体系が明確でなく、距離万能の種牡馬が尊重されていたが、1984年に中央競馬で競走番組の大幅改革が行われ、特定の距離に強いスペシャリストタイプの馬にも大きく活路が開かれることになった。そのような背景のなかスティールハートは優秀な短距離馬を数々送り出し、産駒が挙げた勝利のうち、実に85パーセント以上が1600メートル以下の距離でのものであった。とくに代表産駒ニホンピロウイナーはクラシック路線から短距離路線に転じて大きな成功を収め、全盛期には「マイル以下なら（当時の最強馬の）シンボリルドルフより強い」とまで言われ距離体系整備の象徴的な存在となった。またスティールハートの後継種牡馬としても、ヤマニンゼファー、フラワーパークと2頭の短距離GI優勝馬を輩出した。
1994年7月、老衰のため浦河スタリオンセンターで死亡。22歳没。
なお、本馬の名前は「Steel Heart」(鋼鉄の心臓)であるが、本馬の直接の死因は心臓麻痺。代表的な産駒もことごとく心臓麻痺で死去しており、専門誌などで「鋼鉄の心臓」ではないことをネタにされてしまうことがあった。

## 主な産駒
太字は勝利したGI級競走。
- 1980年産
  - ニホンピロウイナー（マイルチャンピオンシップ2回、安田記念、マイラーズカップ、京王杯スプリングカップ、スワンステークス、朝日チャレンジカップ、CBC賞、きさらぎ賞）
  - スティールアサ（新潟3歳ステークス）
- 1982年産
  - タカラスチール（マイルチャンピオンシップ、関屋記念、クイーンカップ）
  - コンサートマスター（マイラーズカップ）
- 1985年産
  - ラガーブラック（シンザン記念）
  - シンクロトロン（東京障害特別・秋）
- 1986年
  - ナルシスノワール（スワンステークス、スプリングステークス、東京新聞杯、スプリンターズステークス2着）
- 1988年産
  - ケイワンハート（東京プリンセス賞）
- 1990年産
  - マザートウショウ（函館3歳ステークス、テレビ東京賞3歳牝馬ステークス、クイーンカップ）

### ブルードメアサイアーとしての主な産駒
- 1988年産
  - ビッグファイト（父ノーザンテースト、京王杯3歳ステークス、新潟3歳ステークス）
- 1992年産
  - サンエムキング（父ナグルスキー、高崎記念、太平記期記念、スプリンターズ賞、東国賞、織姫賞、開設記念・北関東）

## 血統表
| スティールハートの血統        | スティールハートの血統                                         | スティールハートの血統                                         | （血統表の出典）                                               | （血統表の出典） |
| 父系                          | ハビタット系                                                   | ハビタット系                                                   | ハビタット系                                                   | [ § 2 ]          |
| 父 Habitat 1966 鹿毛 アメリカ | 父の父Sir Gaylord 1959 鹿毛 アメリカ                           | Turn-to                                                        | Royal Charger                                                  | Royal Charger    |
| 父 Habitat 1966 鹿毛 アメリカ | 父の父Sir Gaylord 1959 鹿毛 アメリカ                           | Turn-to                                                        | Source Sucree                                                  |                  |
| 父 Habitat 1966 鹿毛 アメリカ | 父の父Sir Gaylord 1959 鹿毛 アメリカ                           | Somethingroyal                                                 | Princequillo                                                   | Princequillo     |
| 父 Habitat 1966 鹿毛 アメリカ | 父の父Sir Gaylord 1959 鹿毛 アメリカ                           | Somethingroyal                                                 | Imperatrice                                                    |                  |
| 父 Habitat 1966 鹿毛 アメリカ | 父の母Little Hut 1952 鹿毛 アメリカ                            | Occupy                                                         | Bull Dog                                                       | Bull Dog         |
| 父 Habitat 1966 鹿毛 アメリカ | 父の母Little Hut 1952 鹿毛 アメリカ                            | Occupy                                                         | Miss Bunting                                                   |                  |
| 父 Habitat 1966 鹿毛 アメリカ | 父の母Little Hut 1952 鹿毛 アメリカ                            | Savage Beauty                                                  | Challenger                                                     | Challenger       |
| 父 Habitat 1966 鹿毛 アメリカ | 父の母Little Hut 1952 鹿毛 アメリカ                            | Savage Beauty                                                  | Khara                                                          |                  |
| 母 A.1. 1963 芦毛 イギリス    | 母の父Abernant 1946 芦毛 イギリス                              | Owen Tudor                                                     | Hyperion                                                       | Hyperion         |
| 母 A.1. 1963 芦毛 イギリス    | 母の父Abernant 1946 芦毛 イギリス                              | Owen Tudor                                                     | Mary Tudor                                                     |                  |
| 母 A.1. 1963 芦毛 イギリス    | 母の父Abernant 1946 芦毛 イギリス                              | Rustom Mahal                                                   | Rustom Pasha                                                   | Rustom Pasha     |
| 母 A.1. 1963 芦毛 イギリス    | 母の父Abernant 1946 芦毛 イギリス                              | Rustom Mahal                                                   | Mumtaz Mahal                                                   |                  |
| 母 A.1. 1963 芦毛 イギリス    | 母の母Asti Spumante 1947 鹿毛 イギリス                         | Dante                                                          | Nearco                                                         | Nearco           |
| 母 A.1. 1963 芦毛 イギリス    | 母の母Asti Spumante 1947 鹿毛 イギリス                         | Dante                                                          | Rosy Legend                                                    |                  |
| 母 A.1. 1963 芦毛 イギリス    | 母の母Asti Spumante 1947 鹿毛 イギリス                         | Blanco                                                         | Blandford                                                      | Blandford        |
| 母 A.1. 1963 芦毛 イギリス    | 母の母Asti Spumante 1947 鹿毛 イギリス                         | Blanco                                                         | Snow Storm                                                     |                  |
| 母系(F-No.)                   | (FN:7)                                                         | (FN:7)                                                         | (FN:7)                                                         | [ § 3 ]          |
| 5代内の近親交配               | Nearco 5×4=9.38%、Pharos 5 × 5 = 6.25%、Swynford 5 × 5 = 6.25% | Nearco 5×4=9.38%、Pharos 5 × 5 = 6.25%、Swynford 5 × 5 = 6.25% | Nearco 5×4=9.38%、Pharos 5 × 5 = 6.25%、Swynford 5 × 5 = 6.25% | [ § 4 ]          |
| 出典                          | 1. 2. 3. 4.                                                    | 1. 2. 3. 4.                                                    | 1. 2. 3. 4.                                                    | 1. 2. 3. 4.      |

父ハビタットはロッキンジステークスやムーランドロンシャン賞などに優勝し、マイルで活躍。種牡馬としてもヨーロッパ・アメリカを問わず大きな成功を収めた。母は未勝利馬。半妹アンピューラはイギリスのG3競走・チェリーヒントンステークスの優勝馬で、その産駒（甥）にアイルランド・アメリカで重賞3勝のアンセストラルがいる。